# Rivière Innuksuac
Rivière Innuksuac är ett vattendrag i Kanada.   Det ligger i provinsen Québec, i den östra delen av landet, 1 500 km norr om huvudstaden Ottawa.